# Principato di Sant'Elia
Il Principato di Sant'Elia fu uno stato feudale esistito in Sicilia tra la fine del XVII secolo e gli inizi del XIX secolo. Il suo territorio corrispondeva all'odierna località di Sant'Elia, frazione del comune di Santa Flavia, nella città metropolitana di Palermo.

## Storia
Il borgo marinaro di Sant'Elia, facente parte della baronia di Solanto, fu elevato a principato a seguito di concessione fatta dal re Carlo II di Spagna il 25 agosto 1693 a Marcantonio Joppolo Colgnago, barone di Solanto. A metà XVIII secolo, il feudo passò ai Filangieri, poiché Antonina Joppolo Grugno, unica figlia di Baldassarre Joppolo del Castillo, II principe di Sant'Elia, sposò nel 1753 Cristoforo Filangieri Landolina dei principi di Santa Flavia.
Il Filangieri vendette il Principato di Sant'Elia ad Antonino Strazzeri, barone di Cutumino e nobile di Caltagirone, che si investì del titolo il 1º novembre 1769. La figlia Agata, sposò Domenico Trigona Salonia, barone di Bonfalura, da cui ebbe per figlio Romualdo, che ricevette investitura a Principe di Sant'Elia il 20 marzo 1775.
I Trigona possedettero il Principato di Sant'Elia fino all'abolizione del feudalesimo avvenuto nel Regno di Sicilia nel 1812, a seguito della promulgazione della Costituzione siciliana concessa dal re Ferdinando III di Borbone. Ultimo principe-feudatario fu Domenico Trigona Starrabba, il quale ebbe un seggio alla Camera dei pari del Regno di Sicilia come Barone di Santo Stefano di Mistretta.
Il titolo di Principe di Sant'Elia riconosciuto dal Regno d'Italia con D.M. del 4 luglio 1902 a Domenico Trigona Naselli, alla morte di questi venne riconosciuto more siculo all'unica figlia Laura Romualda in virtù delle RR. LL. PP. del 6 giugno 1907, che con successivo D. M. dell'8 giugno 1907, lo trasmise maritali nomine al marito Carlo Trigona Favalli dei marchesi della Floresta.

## Cronotassi dei Principi di Sant'Elia

### Periodo feudale
- Marcantonio Joppolo Colgnago (1693-1736)
- Baldassarre Joppolo del Castello (1737-?)
- Antonina Joppolo Grugno (?-1753)
- Cristoforo Filangieri Landolina (1753-?)
- Antonino Strazzeri (1769-1775)
- Romualdo Trigona Strazzeri (1775-1801)
- Domenico Trigona Starrabba (1801-1812)

### Periodo post-feudale
- Domenico Trigona Starrabba (1812-?)
- Romualdo Trigona Gravina (?-1877)
- Domenico Trigona Naselli (1878-1907)
- Carlo Trigona Favalli (1907-?)